# Siegfried Kracauer
Siegfried Kracauer (8 februarie 1889 – 26 noiembrie 1966) a fost un scriitor, jurnalist, sociolog, critic cultural și teoretician de film german. El a fost uneori asociat cu Școala de la Frankfurt de teorie critică.

## Biografie
Născut într-o familie evreiască din Frankfurt pe Main, Kracauer a studiat arhitectura între anii 1907 și 1913, obținând în cele din urmă un doctorat în inginerie în 1914. A lucrat ca arhitect la Osnabrück, München și Berlin până în 1920.

Aproape de sfârșitul Primului Război Mondial, s-a împrietenit cu tânărul Theodor W. Adorno, căruia i-a devenit mentor filosofic. În 1964, Adorno și-a reamintit importanța influenței lui Kracauer: 
„Ani de zile Siegfried Kracauer a citit, împreună cu mine, în mod regulat Critica rațiunii pure în după amiezele de sâmbătă. Nu exagerez câtuși de puțin atunci când spun că datorez mai mult acestor lecturi decât profesorilor mei..”
 Din 1922 până în 1933 a lucrat ca editor în domeniul literar și cinematografic al Frankfurter Zeitung (un ziar important din Frankfurt) și pe post de corespondent la Berlin, colaborând, printre alții, cu Walter Benjamin și Ernst Bloch. Între anii 1923 și 1925 a scris un eseu intitulat Der Detektiv-Romane (Romanul polițist), în care analiza fenomene petrecute în viața de zi cu zi a societății moderne.
Kracauer a continuat această preocupare în cursul următorilor ani, construind metode teoretice de analiză a fotografiei, filmului, activității publicitare, turismului și dansului ce au fost incluse în 1927 în lucrarea Ornament der Masse (publicată în limba engleză ca The Mass Ornament).
În 1930 Kracauer a publicat Die Angestellten (Masele de salariați), ce constituie o privire critică a stilului de viață și a culturii noii clase de angajați cu gulerele albe. Rupți de obicei de tradiții și de obiceiuri sociale, acești angajați căutau refugiu în noua „industrie a divertismentului”. Observatorii remarcă faptul că mulți dintre acești angajați din clasa de mijloc s-au grăbit să adopte nazismul trei ani mai târziu. Într-o recenzie contemporană a cărții Die Angestellten, Benjamin a lăudat precizia analizei lui Kracauer, scriind că „întreaga carte este o încercare de a se confrunte cu o bucată realității de zi cu zi, construite aici și experimentate acum. Realitatea este apăsat atât de strâns că este obligată să își declare culori și nume”.
Kracauer a devenit un critic tot mai incisiv al capitalismului (după ce a citit scrierile lui Karl Marx) și în cele din urmă s-a despărțit de Frankfurter Zeitung. Cam prin aceeași perioadă (1930) s-a căsătorit cu Lili Ehrenreich. El a fost, de asemenea, foarte critic la adresa stalinismului și a „totalitarismului terorist” al guvernului sovietic.
Odată cu ascensiunea la putere a naziștilor în Germania, în 1933, Kracauer a emigrat la Paris și apoi în 1941 în Statele Unite ale Americii.
Din 1941 până în 1943 a lucrat la Muzeul de Artă Modernă din New York, beneficiind de burse Guggenheim și Rockefeller pentru a studia filmul german. El a publicat în cele din urmă studiul From Caligari to Hitler: A Psychological History of the German Film (1947), care urmărește nașterea nazismului în cinematografia Republicii de la Weimar, constituind o lucrare importantă ce pune bazele criticii de film moderne.
În 1960 a publicat lucrarea Theory of Film: The Redemption of Physical Reality, în care a susținut că realismul este cea mai importantă funcție a cinematografiei.
În ultimii ani ai vieții sale Kracauer a lucrat ca sociolog la diferite institute, fiind printre altele director de cercetare în domeniul științelor sociale aplicate la Universitatea Columbia. A murit acolo, în 1966, în urma unei pneumonii.
Ultima sa carte History, the Last Thing Before the Last (New York, Oxford University Press, 1969) a fost publicată postum.

## Teorii referitoare la memorie
Teoriile lui Siegfried Kracauer cu privire la memorie se concentrează pe ideea că memoria era amenințată și contestată de către formele moderne de tehnologie. Exemplul său citat cel mai adesea este compararea memoriei cu fotografia. Rațiunea acestei comparații era faptul că fotografia, în teorie, reproduce unele dintre funcțiile cerebrale care sunt îndeplinite în prezent de memorie.
Diferența între funcțiile memoriile și funcțiile fotografiei, potrivit lui Kracauer, este că fotografia reproduce un anumit moment temporal, în timp ce memoria în sine nu reține un moment singular. Fotografia este capabilă să surprindă existența fizică a unui anumit moment, dar elimină orice adâncime sau emoție care altfel ar putea fi asociată cu memoria. În esență, fotografia nu poate crea o memorie, ci, mai degrabă, ea poate crea un artefact. Memoria, pe de altă parte, nu reține un anumit moment de timp și nici nu este creată intenționat. Amintirile sunt impresii pe care o persoană le poate solicita creierului datorită semnificației evenimentului sau momentului.
Fotografia poate, de asemenea, înregistra timpul într-un mod liniar, iar Kracauer a indicat că un număr mare de  fotografii alungă moartea prin crearea unui soi de permanență. Cu toate acestea, fotografia exclude, de asemenea, esența unei persoane, iar în timp fotografiile își pierd sensul și devin o „grămadă de detalii”. Aceasta nu înseamnă că Kracauer a simțit că fotografia nu mai este utilă pentru memorie, ci că el a simțit pur și simplu că fotografia este importantă mai mult pentru memoria istorică decât pentru memoria personală. Fotografia permite o adâncire a detaliilor care ar fi în avantajul unei memorii colective, ca de exemplu modul în care a apărut un oraș deoarece aceste aspecte pot fi uitate sau reimaginate de-a lungul timpului pe măsură ce peisajul fizic al zonei se schimbă.

## Recepție
Cu toate că el a scris pentru publicații populare și academice, el s-a concentrat în cea mai mare parte a carierei sale în SUA pe scrieri filosofice și sociologice. Acest lucru i-a atras unele critici din partea oamenilor de știință americani care au afirmat că stilul său este dificil de înțeles. La momentul morții sale, în 1966, Kracauer era oarecum marginalizat de oamenii de știință germani și americani. El renunțase de mai mult timp să scrie în limba germană, iar cercetările sale au fost dificil de încadrat în domeniile de studii academice.
În deceniile scurse după moartea lui Kracauer, traducerile eseurilor și studiilor sale din perioada de început precum  „The Mass Ornament” și publicarea scrisorilor sale în limba germană au conturat o imagine mai completă a stilului lui Kracauer și i-au adus treptat o mai mare recunoaștere în Statele Unite ale Americii. Fostul său coleg de la Frankfurt, Leo Lowenthal, și-a exprimat plăcuta surpriză față de faima dobândită de Kracauer după  moartea lui. Începând cu anii 1980 și 1990 o nouă generație de critici și teoreticieni de film precum Gertrud Koch, Miriam Hansen și Tom Levin au interpretat și prezentat activitatea lui unei noi generații de cercetători.

### Lecturi principale
- Kracauer, Siegfried (1947). From Caligari to Hitler: A Psychological History of the German Film.
- Kracauer, Siegfried (1960). Theory of Film: The Redemption of Physical Reality.
- Kracauer, Siegfried; Paul Oskar Kristeller (1969). History: The Last Things Before the Last. Mai multe valori specificate pentru |autor2= și |nume2= (ajutor)
- Kracauer, Siegfried (1971). Der Detektiv-Roman – Ein philosophischer Traktat.
- Kracauer, Siegfried; Thomas Y. Levin (1995). The Mass Ornament: Weimar Essays. Mai multe valori specificate pentru |autor2= și |nume2= (ajutor)
- Kracauer, Siegfried; Quintin Hoare (1998). The Salaried Masses: Duty and Distraction in Weimar Germany. Mai multe valori specificate pentru |autor2= și |nume2= (ajutor)
- Kracauer, Siegfried; Gwenda David; Eric Moshbacher (2002). Jacques Offenbach and the Paris of His Time. Mai multe valori specificate pentru |autor2= și |nume2= (ajutor); Mai multe valori specificate pentru |autor3= și |nume3= (ajutor)
- Kracauer, Siegfried; Johannes von Moltke (2012). Siegfried Kracauer's American Writings: Essays on Film and Popular Culture. Mai multe valori specificate pentru |autor2= și |nume2= (ajutor)

### Lecturi secundare
- Agard, Olivier. Siegfried Kracauer. Le chiffonnier mélancolique. Paris: CNRS Editions, 2010.
- Baumann, Stephanie. Im Vorraum der Geschichte. Siegfried Kracauers' History - The Last Things Before the Last. Paderborn: Konstanz University Press, 2014.
- Oschmann, Dirk. Auszug aus der Innerlichkeit. Das literarische Werk Siegfried Kracauers. Heidelberg: Universitätsverlag C. Winter 1999
- Koch, Gertrud. Siegfried Kracauer: An Introduction. Princeton: Princeton University Press, 2000.
- Reeh, Henrik. Ornaments of the Metropolis: Siegfried Kracauer and Modern Urban Culture. Cambridge, MA: MIT Press, 2005.
- Von Moltke, Johannes and Gerd Gemünden, eds. Culture in the Anteroom: The Legacies of Siegfried Kracauer. Ann Arbor: University of Michigan Press, 2012.
- Attilio Bruzzone, Siegfried Kracauer e il suo tempo (1903-1925). Il confronto con Marx, Simmel, Lukács, Bloch, Adorno, alle origini del pensiero critico, Milano-Udine: Mimesis, 2020, ISBN 978-88-5757-232-1